# Tiroteio no Colégio Dawson
O tiroteio no Colégio Dawson ocorreu em 13 de setembro de 2006, no Colégio Dawson, um CEGEP localizado em Downtown Montreal, Quebec, Canadá. O perpetrador, Kimveer Singh Gill, começou a atirar do lado de fora da entrada de Maisonneuve Boulevard da escola e se dirigiu ao átrio perto do refeitório no andar principal. Uma vítima morreu no local, enquanto outras 19 ficaram feridas, oito das quais estavam em estado crítico, com seis necessitando de cirurgia. O atirador mais tarde cometeu suicídio, após ser baleado no braço por um policial. Foi o terceiro tiroteio fatal em Montreal, depois do massacre da Escola Politécnica de Montreal em 1989 e do massacre da Universidade Concórdia em 1992.